# Nokia Eagles
Nokia Eagles là một câu lạc bộ bóng đá đến từ Nadi, Fiji. Đây là một trong những câu lạc bộ hàng đầu của Fiji và từng xuất hiện ở vòng cuối cùng của Giải bóng đá vô địch các câu lạc bộ châu Đại Dương 2006.

## Thành tích
- Fiji Club Franchise League: 1

2006

## Thành tích ở các giải đấu OFC
- Giải bóng đá vô địch các câu lạc bộ châu Đại Dương: (1 lần tham gia)

2006 – hạng tư – (stage 4 of 4)
| Nokia Eagles | 0–4        | YoungHeart Manawatu              |
| ------------ | ---------- | -------------------------------- |
|              | (Chi tiết) | Benjamin Totori (3) Aleck Maemae |